# Skupina (pedologie)
Skupina je nejvyšší kategorizační jednotka Taxonomického klasifikačního systému půd ČR. Půdy jsou řazeny do skupin dle hlavního půdotvorného procesu v dominantním diagnostickém horizontu. Klasifikace obsahuje 10 skupin půd. Nižší navazující půdní jednotkou je pak půdní typ.

## Skupiny půd s nejdůležitějšími půdními typy
- Skupina půd ochrických
  - litozem
  - regozem
- Skupina půd melanických
  - rendzina
  - pararendzina
  - smonice
- Skupina půd molických
  - černozem
  - černice
- Skupina půd illimerických
  - šedozem,
  - hnědozem
  - luvizem
- Skupina půd hnědých
  - kambizem
  - andozem
- Skupina půd podzolových
  - podzolo
- Skupina půd hydromorfních
  - pseudoglej
  - organozem
- Skupina půd nivních
- Skupina půd salinických
  - solončak
  - slanec
- Skupina půd antropických
  - kultizem